# Europäische Farbskala für den Offsetdruck
Euroskala ist die Kurzbezeichnung für die Europäische Farbskala für den Offsetdruck. Sie war früher in der deutschen Norm DIN 16539 von 1971 genormt.
Eine Farbskala ist eine Zusammenstellung der vier Druckfarben für den Vierfarbdruck. Im Labor hergestellte Probedrucke mit festgelegter Schichtdicke auf festgelegte Bedruckstoffe sind die Grundlage für die farbmetrische Normung der Farbskalen. Im Zuge einer internationalen Vereinheitlichung verschiedener Farbskalen wurde die DIN 16539 im Mai 2002 ersatzlos zurückgezogen. Es wird empfohlen, die Norm ISO 2846-1 einzusetzen. Der Begriff Euroskala ist aber immer noch üblich.